# Desöffi János Keresztély
Cserneki Desöffi János Keresztély (18. század) jezsuita rendi szerzetes.

## Élete
1730-ban lépett a rendbe. Miután felsőbb tanulmányait elvégezte, egy ideig gimnáziumi tanár volt. 1754-ben elhagyta a rendet. Világi pap lett, és szepesi Szűz Máriáról címzett apáttá és kanonokká nevezték ki.

## Munkái
Még jezsuita korában adta ki: 
- Justa funebria excell. d. Stephani Desöffi. Cassoviae, év n.